# Ley Hipotecaria (España)
La Ley Hipotecaria que regula el mercado hipotecario en España es el Decreto de 8 de febrero de 1946. Además de esta Ley está vigente, entre otra normativa la Ley 2/1981 de 25 de marzo y la Ley 41/2007 de 7 de diciembre que modifica a la anterior.

## Ley hipotecaria española vigente y otra normativa relacionada
- 1946 - Decreto de 8 de febrero de 1946 por el que se aprueba la nueva redacción oficial de la Ley Hipotecaria.
- 1947 - Decreto de 14 de febrero de 1947 por el que se aprueba el Reglamento para la ejecución de la Ley Hipotecaria.
- 1997 - R.D. 1093/1997, de 4 de julio, por el que se aprueban normas complementarias al Reglamento para la ejecución de la Ley Hipotecaria sobre Inscripción en el Registro de la Propiedad de Actos de Naturaleza urbanística.
- 1981 - Ley 2/1981, de 25 de marzo, de regulación del mercado hipotecario.
- 1994 - Ley 2/1994, de 30 de marzo, sobre Subrogación y Modificación de Préstamos Hipotecarios.
- 2000 - Ley 1/2000, de 7 de enero, de Enjuiciamiento civil, versión consolidada Archivado el 6 de junio de 2011 en Wayback Machine. la Ley de enjuiciamiento civil (LEC) establece, en sus art. 579, 685 ss. el proceso legal para realización judicial (venta forzosa mediante subasta) del bien hipotecado,
- 2007 - Ley 41/2007, de 7 de diciembre, por la que se modifica la Ley 2/1981, de 25 de marzo, de regulación del mercado hipotecario y otras normas del sistema hipotecario y financiero, de regulación de hipotecas inversas y el seguro de dependencia y por la que se establece determinada norma tributaria.
- 2009 - Ley 2/2009, de 31 de marzo, por la que se regula la contratación con los consumidores de préstamos o créditos hipotecarios y de servicios de intermediación para la celebración de contratos de préstamo o crédito.
- 2012 - Real Decreto-ley 27/2012, de 15 de noviembre, de medidas urgentes para reforzar la protección a los deudores hipotecarios

### Ley Hipotecaria - Decreto de 8 de febrero de 1946
Esta ley hipotecaria, según el texto refundido conforme al Decreto de 8 de febrero de 1946 derogaría, conforme a su disposición final la Ley 16 de diciembre de 1909, salvo lo prescrito en el primer párrafo de la disposición transitoria novena; la de Reforma de 30 de diciembre de 1944; el Decreto del Ministerio de Justicia de 24 de mayo de 1945, el de 5 de junio de igual año y la Orden de 14 del mismo mes, dictada para la ejecución de este último.
Como se indica en el preámbulo, la Ley de 30 de diciembre de 1944, que introdujo considerables reformas en el Derecho Hipotecario, autorizó al Gobierno, en su disposición adicional segunda, para publicar, en el plazo máximo de un año, una nueva redacción de la Ley Hipotecaria, cuya finalidad debía consistir en armonizar debidamente los textos legales vigentes y abreviar el contenido de los asientos del Registro, sin mengua de los principios fundamentales del sistema, y en dar a los preceptos legales una más que adecuada ordenación sistemática y la necesaria unidad de estilo, sirviendo de base para todo ello, además de las disposiciones de la Ley Hipotecaria y la de su Reforma, la del Reglamento, la jurisprudencia del Tribunal Supremo y la doctrina de la Dirección General de los Registros y del Notariado.

### Ley de enjuiciamiento Civil de 2000
El proceso legal para realización judicial (venta forzosa mediante subasta) del bien hipotecado, se halla previsto en España en los artículos núm. 685 y siguientes de la Ley 1/2000, de 7 de enero, de Enjuiciamiento civi, versión consolidada Ley de enjuiciamiento civil (LEC) de 2000 Archivado el 6 de junio de 2011 en Wayback Machine., para aquellos casos que el deudor hipotecario hubiese dejado de pagar los vencimientos pactados para devolución del capital e intereses del crédito, o préstamo, entregado. La acción hipotecaria comienza por demanda judicial de inicio del procedimiento ejecutivo hipotecario, que asimismo ocasiona que se encarezca la deuda impagada, con motivo de los gastos de abogados, procuradores e intereses procesales de demora. Además, si con la realización del bien hipotecado no se alcanzara a pagar toda la deuda acumulada, el acreedor hipotecario puede pedir al Juez que ordene proseguir la ejecución judicial contra el resto de los bienes del deudor hipotecario (art. 579 de la LEC).

### Ley 41/2007
En diciembre de 2007 se aprobó en el Congreso de los Diputados la reforma de la ley para flexibilizar la movilidad de clientes entre los distintos préstamos. De esta manera la Comisión de Cancelación anticipada parcial o total, pasa a denominarse como Comisión por Desistimiento. Además, la ley establece que independientemente de lo que pacte la Entidad Financiera con su cliente respecto a estas comisiones, siempre que el préstamo hipotecario se conceda para la adquisición de la vivienda y que el prestatario, quien solicita el préstamo, sea persona física, se deberá aplicar un 0,50 % como máximo de Comisión de Desistimiento, si la cancelación se produce en los primeros 5 años desde la fecha de formalización del préstamo hipotecario, y del 0,25 % como máximo, si se produce a partir del quinto año. Así se abarata la cancelación anticipada o subrogación de las hipotecas firmadas a tipo de interés variable. Esta reforma regula también por primera vez productos bancarios como la hipoteca inversa y el seguro de dependencia.

### Decreto de 2012 - Protección a los deudores hipotecarios
Aunque sin modificar las leyes que regulan el proceso de desahucio, la Ley Hipotecaria y la de Enjuiciamiento Civil, el Gobierno de España aprobó en Consejo de Ministros del 15 de noviembre de 2012 el Real Decreto-ley 27/2012, de 15 de noviembre, de medidas urgentes para reforzar la protección a los deudores hipotecarios: moratoria de dos años para la ejecuciones en el caso de personas o familias vulnerables y creación de un parque de viviendas en alquiler para desahuciados. Son medidas que no tienen efectos retroactivos, no se aprueba tampoco la reclamada dación en pago, ni la revisión de los intereses de demora ni tampoco el valor de tasación en caso de ejecución -un 50% del valor inicial de la vivienda-.

### Fin del artículo 28 de la Ley Hipotecaria
El 3 de septiembre de 2021 entró en vigor la Ley 8/2021, de 2 de junio, por la que se reforma la legislación civil y procesal para el apoyo a las personas con discapacidad en el ejercicio de su capacidad jurídica, con la que quedó derogado el artículo 28 de la Ley Hipotecaria, que suspendía temporalmente el principio de fe pública registral.

## Leyes hipotecarias de 1861 y 1909

### Ley Hipotecaria de 1861
Considerada la ley fundacional hipotecaria. Fue sancionada el 8 de febrero de 1861 por Isabel II y refrendada por Santiago Fernández Negrete. La comisión redactora estuvo compuesta por Manuel Cortina, como Presidente, y los Vocales Pedro Gómez de la Serna, Manuel García Gallardo, Pascual Bayarri, Juan González Acevedo, José de Ibarra y Francisco de Cárdenas. En esta ley se crea la figura del registrador de la propiedad.

### Ley Hipotecaria de 1909
Ley Hipotecaria de 16 de diciembre de 1909 fue publicada por Real Decreto de 16 de diciembre de 1909, en cumplimiento de la Ley de 21 de abril del mismo año 1909.

## Crisis hipotecaria española de 2012

### Nacionalizaciones bancarias y desahucios por la crisis hipotecaria
La crisis económica española de 2008-2012, derivada en buena medida de la crisis inmobiliaria, acentuó dramáticamente el número de ejecuciones hipotecarias, hasta el punto de que se llegaron a producir numerosos desahucios por esta causa. La concesión de préstamos de alto riesgo supuso para las entidades bancarias españolas reformas, fusiones, rescates y numerosas nacionalizaciones de cajas de ahorro (Caja Castilla-La Mancha, CajaSur, Caja Mediterráneo (CAM, Novacaixagalicia, Caixa Catalunya, Unnim y Bankia).

### Sentencia del Tribunal de Justicia Europeo de 8 de noviembre de 2012
La abogada general del Tribunal de Justicia de la Unión Europea Juliane Kokott, consideró, en el dictamen hecho público el jueves 8 de noviembre de 2012, que la ley española relativa a los desahucios violaba la Directiva 93/13 de la Unión Europea. La ley española permitiría la introducción de cláusulas consideradas abusivas en los contratos de préstamos hipotecarios establecidos por los bancos y que, en caso de incumplimiento, acabarían en la ejecución forzosa del desalojo. Dicho informe se basaba en la demanda presentada por Mohamed Aziz contra la entidad bancaria CatalunyaCaixa después de que se le expulsara de manera forzosa de su vivienda en el año 2011.

### Críticas y propuestas de reforma de la ley hipotecaria realizadas en 2012
La crisis económica en España y el aumento del número de desahucios —400.000 desde 2007 hasta 2012— junto con una serie de suicidios llevó al Consejo General del Poder Judicial a instar a la reforma. También los 46 jueces decanos reclamaron la modificación de la norma para evitar el abuso de los desalojos y la corrupción. Ante el suicidio de Amaia Egaña, el 9 de noviembre de 2012 el juez decano de Baracaldo, Juan Carlos Mediavilla, instó a acometer cambios en la legislación que rodeaba a los desahucios para evitar nuevas "tragedias".
Rafael Correa, Presidente del Ecuador, en su visita a España en marzo de 2012, criticó la ley hipotecaria de España indicando que vulneraba los derechos humanos y mostraba la supremacía del capital sobre los seres humanos. El colectivo de ecuatorianos residentes en España era de unos 360.000, de los cuales 15.000 se habían visto afectados por la crisis hipotecaria española.

### Aprobación Decreto para paliar los efectos de los desahucios 15 11 2012
El Gobierno de Mariano Rajoy Brey, sin acuerdo con el PSOE y sin modificar las leyes que regulaban el proceso de desahucio, la Ley Hipotecaria y la de Enjuiciamiento Civil, aprobó en el Consejo de Ministros del 15 de noviembre de 2012 el Real Decreto-ley 27/2012, de 15 de noviembre, de medidas urgentes para reforzar la protección a los deudores hipotecarios: moratoria de dos años para las ejecuciones en el caso de personas o familias vulnerables y creación de un parque de viviendas en alquiler para desahuciados. Eran medidas que no tenían efectos retroactivos, no se aprobó tampoco la reclamada dación en pago, ni la revisión de los intereses de demora ni tampoco el valor de tasación en caso de ejecución: un 50 % del valor inicial de la vivienda. Hay que tener en cuenta que la ley en España no contempla el concepto de retroactividad, algo que ha ocasionado más de una disyuntiva en la moralidad y la realidad en casos de penas en España-. El decreto recibió muchas críticas: en general se consideraba que se trataba de un parche que no resolvía los problemas de fondo.

## Crisis hipotecaria española de 2013

### Sentencia del Tribunal de Justicia de la Unión Europea
El 14 de marzo de 2013 el Tribunal de Justicia de la Unión Europea (TJUE) dictaminó que las leyes españolas sobre desahucios no garantizaba a los ciudadanos una protección suficiente frente a cláusulas abusivas en las hipotecas y vulneraba, por tanto, la normativa comunitaria, en concreto la Directiva 93/13/CEE del Consejo, de 5 de abril de 1993. La sentencia del Tribunal Europeo de Luxemburgo se dictó en respuesta a una cuestión presentada por el juzgado mercantil de Barcelona, en concreto por el juez José María Fernández Seijo, a instancia del abogado Dionisio Moreno, defensor del caso de Mohamed Aziz, ante la imposibilidad de paralizar un desahucio que presentaba la legislación española. Según la sentencia, los desahucios podrían paralizase por el juez en cumplimiento de la normativa comunitaria indicada. La sentencia confirmaría parte de las demandas de la Plataforma de afectados por la hipoteca que se habían recogido en la Iniciativa Legistiva Popular por la Vivienda Digna.

## Crisis hipotecaria española de 2014

### Sentencia del Tribunal de Justicia de la Unión Europea
El Tribunal de Justicia de la Unión Europea (TJUE) en sentencia del jueves 17 de julio de 2014 declaró que la reforma de la ley hipotecaria que aprobó el Partido Popular vulneraba los derechos humanos. La sentencia indicaba que la ley era contraria al artículo 47 de la Carta de Derechos Fundamentales de la Unión Europea, relativa al derecho a la tutela judicial efectiva, y en concreto a la Directiva 93/13 en materia de consumidores, y manifestaba que no suspender el procedimiento hipotecario en caso de demanda ante el juzgado de lo mercantil era contrario al derecho comunitario.